# Julia Soaemias
Julia Soaemias, Julia Bassiana (180 – 11 marca 222 w Rzymie) – córka Julii Maesy i Syryjczyka Gajusza Juliusza Awitusa Aleksianusa, siostra cioteczna cesarza Karakalli. Jej mężem był Sextus Varius Marcellus, a siostrą – Julia Mamaea (matka cesarza Aleksandra Sewera).
Po zamordowaniu Karakalli i wybuchu rebelii Macrinusa, razem z matką 15 maja 218 roku wszczęła rewoltę i doprowadziła do ponownej restauracji dynastii Sewerów (cesarzem został jej syn – Heliogabal, o którym mówiło się, że był naturalnym synem Karakalli). Zamordowana przez pretorian wraz z Heliogabalem oraz jego kochankiem Hieroklesem.